# Надколенник
Надколенник (коленная чашечка) — самая крупная сесамовидная кость скелета человека. Располагается она в толще сухожилия четырёхглавой мышцы бедра, хорошо прощупывается через кожу, при разогнутом колене легко смещается в стороны, а также вверх и вниз. Верхний край надколенника скруглён и именуется основанием надколенника. Нижний край немного вытянут и образует верхушку надколенника. Передняя поверхность кости шероховата. Задняя суставная поверхность при помощи вертикально расположенного гребешка разделяется на две неравные части: меньшую — медиальную и большую — латеральную. У человека центр окостенения появляется в хрящевом надколеннике между 3 и 6 годами.
Основная функция коленной чашечки — защита от боковых смещений суставных поверхностей бедренной и большой берцовой кости, образующих коленный сустав. При сгибании и разгибании ноги коленная чашечка, расположенная внутри мощного сухожилия, смещается вверх и вниз по желобкам указанных выше костей, не давая им смещаться в стороны благодаря выступу на своей нижней (задней) поверхности. Кроме этого, по бокам коленного сустава имеются мощные крестовидные связки, которые обеспечивают дополнительную прочность сустава.
У новорождённых надколенник состоит из мягкого хряща, который превращается в кость к возрасту около трёх лет.

## Дополнительные изображения

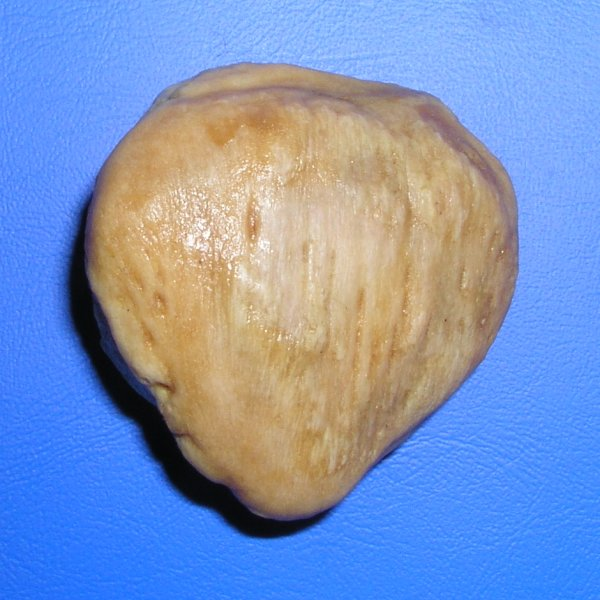
Внешняя поверхность левого надколенника человека.
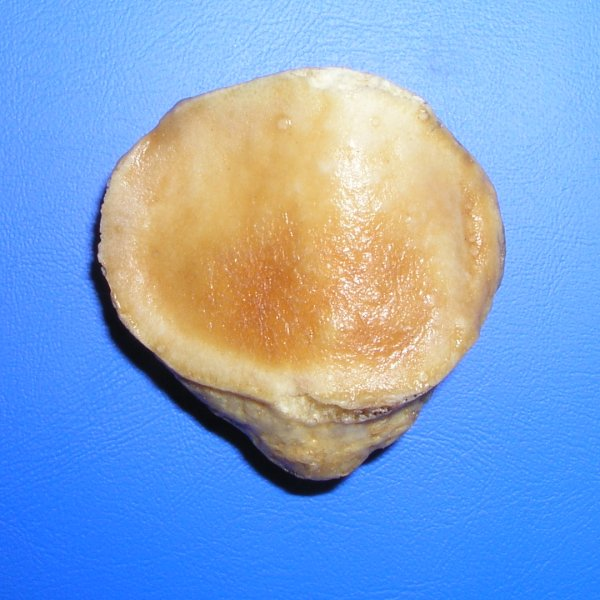
Задняя поверхность левого надколенника человека.
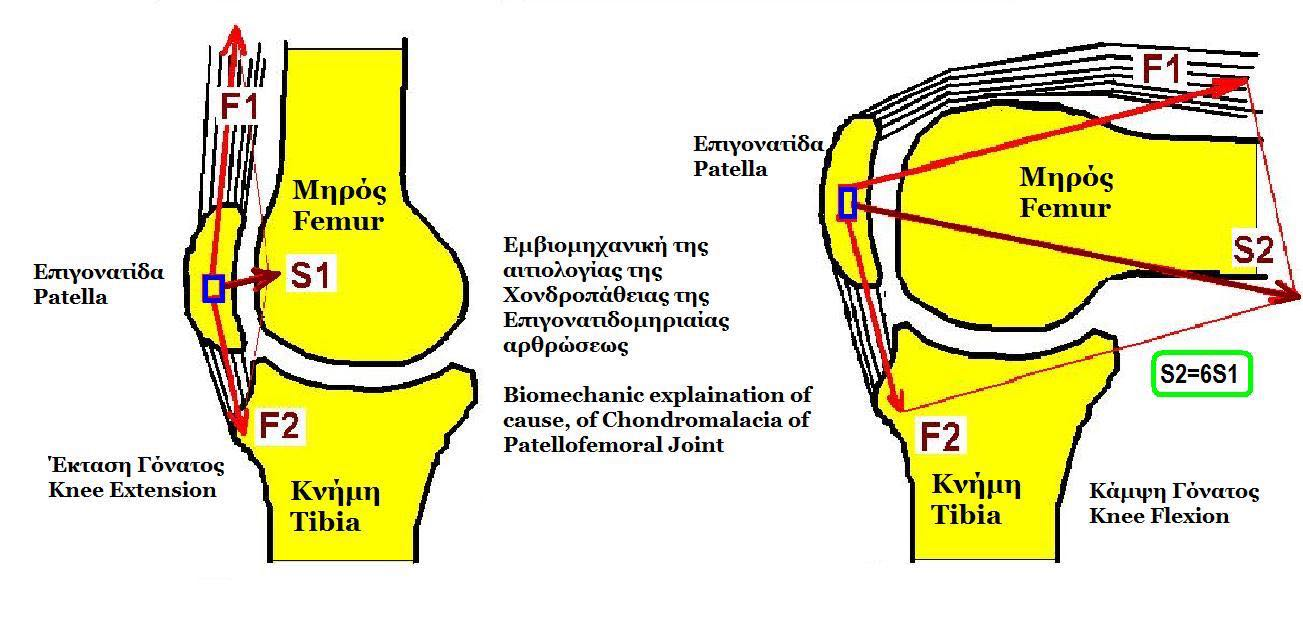
Функция надколенника в биомеханизме коленного сустава.